# Christian Sauter (político)
Christian Sauter (nascido em 11 de fevereiro de 1980) é um político alemão. Nascido em Rinteln, na Baixa Saxónia, ele representa o Partido Democrático Livre (FDP). Christian Sauter é membro do Bundestag pelo estado da Renânia do Norte-Vestfália desde 2017.

## Vida
Ele tornou-se membro do bundestag após as eleições federais alemãs de 2017 e é membro do Comité de Defesa.